# 跡部勝資
跡部 勝資（あとべ かつすけ）は、戦国時代から安土桃山時代にかけての武将。甲斐武田氏の家臣。跡部信秋の子。

## 出自
跡部氏は信濃国守護小笠原氏庶流で信濃国跡部郷に発する一族。室町時代の応永23年（1416年）の上杉禅秀の乱により甲斐守護・武田信満が滅亡すると、室町幕府は高野山で出家していた武田信元・次いで武田信重を甲斐守護に任じた。幕府は信濃守護・小笠原政康に信元らの甲斐帰国支援を命じ、政康は守護代として跡部氏を甲斐へ派遣した。こうして跡部氏は甲斐へ土着するが、寛正6年（1465年）、甲斐守護・武田信昌は跡部景家を滅ぼし、跡部氏は排斥される。
戦国時代の武田晴信（信玄）・勝頼期には武田家臣としての跡部勝忠・跡部昌忠などの名が見られ、譜代家老などを務める。『跡部氏系譜』では信秋・勝資父子の出自が守護代跡部氏に遡ることは記されているものの、その正確な系譜は不明。

## 略歴
信玄・勝頼期に甲斐武田氏は大名領国を拡大した結果、当主周辺には常駐家臣が少なくなり譜代家老の子弟が側近として当主に近侍しており、勝資は山県昌景・土屋昌続・原昌胤らと共に信玄側近として数多くの朱印状奉者として見られる。勝頼の時代に入ると出頭人として家中に大きな影響力を持った。また、『甲陽軍鑑』によれば勝資は300騎持の侍大将といわれ、武田家中では山県昌景・春日虎綱（高坂昌信）と並び最大級の動員力である。
天文18年（1549年）には武田氏の信濃侵攻において望月氏、大井氏、伴野氏ら佐久郡の国人を服属させているが、同年5月には大井信常を大井氏の名代に命じる使者として駒井高白斎と共に「跡又」が派遣されており、以来永禄9年（1566年）まで仮名「又八郎」で奉者として名が見られ、これが勝資に比定されると考えられている。同年閏8月からは「大炊助」の官途名に変わり領国各地の国衆との取次を務めているほか、永禄10年（1567年）の武田家中における義信事件に際した下之郷起請文においても奉行を務めている。
勝頼期には対外交渉において越後国上杉氏との甲越同盟や常陸国佐竹氏との甲佐同盟などにおいて取次を務めており、勝資は一門の武田信豊との組み合わせで取次を務めている事例が多い。
『信長公記』に拠れば、天正10年（1582年）3月11日には織田信長・徳川家康連合軍による甲斐侵攻において勝頼と共に自害したとされる。
山梨県南アルプス市宮沢に所在する曹洞宗寺院の深向院は、甲府・興因寺（甲府市下積翠寺町）の末寺で、天文年間に跡部勝資が興因寺五世の玄紹宗黄を招き曹洞宗寺院として再興したという。

## 人物

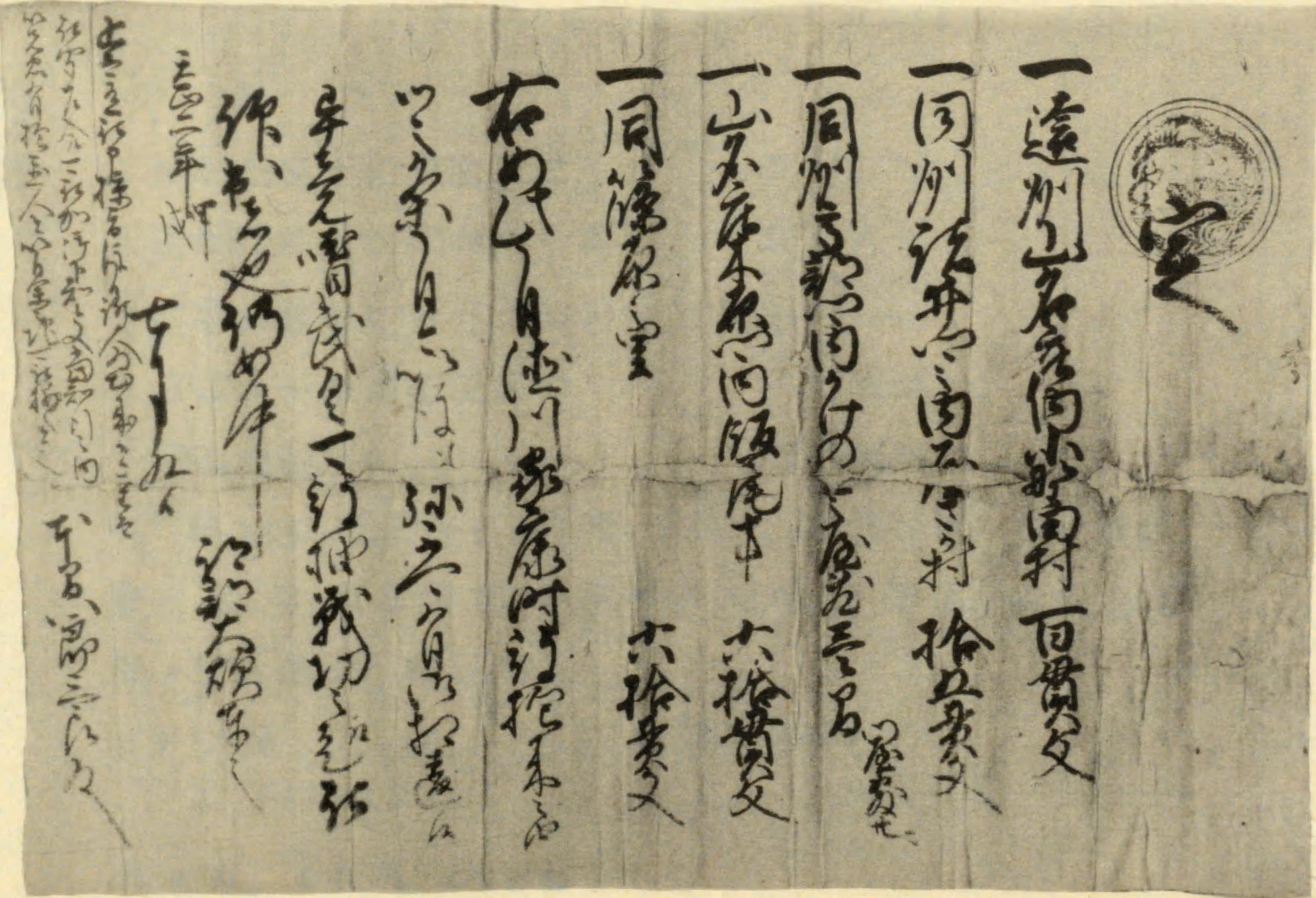
武田家から本間氏清への朱印状（『武田家朱印狀』天正2年7月9日、個人蔵）。「跡部大炊」と署名されている

『甲陽軍鑑』において勝資は勝頼期の側近である長坂光堅（釣閑斎）と共に武田家没落の原因となった奸臣として評されており、出頭人としての勝資と古参の武断派宿老との対立が武田家滅亡の原因であるとしている。また、天正3年（1575年）の長篠の戦いにおいて勝資は光堅と共に勝頼に主戦論を主張し、大敗を招いたとしている。そして、天正6年（1578年）の御館の乱においては光堅と共に景勝方から賄賂としての黄金を受け取ったとしており、『三河物語』によれば天正10年（1582年）の武田氏滅亡時には勝頼を見捨て逃亡したとする逸話を記している。
文書上において勝資は信玄初期の駒井高白斎と同様に外交・領国支配双方で数多くの文書奉者として名を残しており、信玄・勝頼期の重要側近であったと考えられている。信玄・勝頼期に数国規模の大名領国を形成した武田氏では服属された他国国衆や領域支配・他国との外交において取次を介した当主の意思伝達が行われており、領国規模や人事の流動的な大名領国支配において取次制度は中核的なものであったと考えられている。
一方、武田領国の拡大に伴い有力家臣は城代として各領域に赴任するため信玄・勝頼の当主近辺には各方面への取次を寡占化する出頭人が出現し、武田家においては跡部勝資のほか土屋昌続、原昌胤らが朱印状奉者を独占的に務める出頭人的人物であったことが指摘されている。
同様の出頭人政治が出現していた近世初期に成立した『甲陽軍鑑』において、勝資らを「甲府にての奉者」と記し出頭人と古参宿老との対立構図や否定的逸話を描いている背景にはこうした取次の寡占化があったと考えられている（丸島 2008）。
江戸中期に成立した甲斐国地誌である『甲斐国志』においては甲州崩れ時に諏訪で跡部大炊介が死亡したとの記述があり、この大炊介は子の跡部大炊介昌勝を指すとする説もあるが、昌勝は後に徳川氏の旗本になっているので誤りとされる。

## 登場する作品
映画
- 『信虎』（2021年、演：安藤一夫）

テレビ
- 『おんな風林火山』（1987年、TBS、演：石橋正次）
- 『真田丸』（2016年、NHK大河ドラマ、演：稲荷卓央）